# Zisterzienserinnenkloster Santa Cruz (Casarrubios)
Das Zisterzienserinnenkloster Santa Cruz ist seit 1634 ein Kloster der Zisterzienserinnen in Casarrubios del Monte, Provinz Toledo, in Spanien. 

## Geschichte
Das Kloster Santa Cruz („Heiligenkreuz“) in Casarrubios del Monte (40 km südwestlich Madrid) entstand 1634 aus dem Zusammenwirken eines Stifterehepaars aus Casarrubios und der heiligmäßigen Zisterzienserin María Evangelista Quintero Malfaz aus dem Kloster Santa Ana in Valladolid, die bis zu ihrem Tod 1648 als erste Oberin waltete. Das Kloster nahm 1860 den Konvent des 1850 aufgelösten Klosters Consuegra auf, der zehn Jahre im Kloster Villarrobledo verbracht hatte. 1880 stießen noch vier Nonnen aus dem Madrider Kloster Piedad Bernarda hinzu. 1964 wurden (in der Calle Monjas 1) neue Klostergebäude eingeweiht. Die Fassade der Kirche aus dem 17. Jahrhundert wurde 1985 restauriert. Derzeit leben im Kloster 20 Nonnen.